# Zatyki
Zatyki (vyslovováno [zaˈtɨki]) je vesnice ve správním obvodu Gmina Gołdap v okrese Gołdap ve Varmijsko-mazurském vojvodství v severním Polsku, v blízkosti hranic s ruskou Kaliningradskou oblastí. Leží přibližně 10 kilometrů jižně od Gołdapu a 132 km východně od krajského města Olsztyn.